# Тересва (селище)
Тере́сва — селище на заході України, адміністративний центр Тересвянської селищної громади Тячівського району Закарпатської області. Населення — 7 617 осіб (2016).

## Географія
Тересва розташована у південно-східній частині Мармароської котловини, при впадінні річки Тересви до Тиси. Відстань до райцентру становить близько 10 км і проходить автошляхом Н09. У селищі знаходиться  однойменна залізнична станція Ужгородської дирекції Львівської залізниці.

## Населення

### Мовний склад
Рідна мова населення за даними перепису 2001 року:
| Мова            | Кількість | Відсоток |
| --------------- | --------- | -------- |
| українська      | 7382      | 97.72%   |
| російська       | 101       | 1.34%    |
| угорська        | 42        | 0.56%    |
| румунська       | 18        | 0.24%    |
| білоруська      | 4         | 0.05%    |
| німецька        | 3         | 0.04%    |
| вірменська      | 1         | 0.01%    |
| інші/не вказали | 3         | 0.04%    |
| Усього          | 7554      | 100%     |

## Історія
Назва Тересва вперше згадується у грамоті у 1336 році. Інші згадки як Tarazkus у 1378 році, Taraz у 1389 році, Taraczkewz у 1495 році й Taraczköz у 1610 році. Село при злитті Тиси і Тересви зародилося в середині XIV століття і належало родині Балк, пізніше воно перейшло у власність монастиря, потім на деякий час було королівським маєтком, потім його передалиродині Драгфі. У 1373 році вона була власністю синів воєводи Сас, потім у 1419 році була передана Irholci Tatul. З вимиранням роду Татул воно перейшло у власність Довгаїв, а потім і Kornisoké по дочірній гілці.
Залишилась згадка про те, що у 1378 році королівською владою було визначено кордони між селами Тересва і Криве, які розташовані поряд. Як даровані землі Тересва переходила з рук в руки. Підтвердженням цього є дарча грамота від 1 травня 1404 року, яка була складена між синами Балки — Дмитром і Олександром. В ній стверджується, що їх батько воєвода Балк і магістр Драг подарували Грушівському монастирю три села: Тересву, Криву, і Грушево «з полями і лісами, з водою і всім прижитком», а також один млин, де «впадає Сипунца у Тису», мова йде про сусіднє село Тересви — Сопунку розташоване на протилежному березі річки Тиса. Балка і Драг подарували монастирю три села, які їм, у свою чергу, подарував король. Це було зроблено без дозволу короля, і тому дарча грамота мала силу лише за їх життя. Після смерті воєводи Балки в 1480 році король Матяш подарував село Тересву Драгові Бертолону-Белеті, проти чого протестували мешканці Тересви та навколишніх сіл.
У XVII столітті село розділили сім'ї Budai, Kölcsei, Szécsényi, Sztojka. Німецькі поселенці приїхали в село, яке було знищене під час угорського повстання 1703—1711 років. У другій половині XIX ст. Тересва була центром Торецького повіту (округу) Марамороського комітату. З 1848 р. поселення користувалося печаткою з гербом — зображенням дерева, під яким стоять вовк та лисиця.
В адміністративно-політичному відношенні село Тересва довгий період було адміністративним центром Тересвянської долини. До 1918 року тут знаходився окружний уряд, тюрма та інші органи управління. У пам'яті селян збереглася згадка про те, як під час знесення будинку окружного уряду було в стіні знайдено кістки трьох трупів, що свідчать про жорстокість колишньої адміністрації.
На початку XX століття розпочалося будівництво залізниці з Королево до Сигіта над Тисою через Тересву, бо Австро-Угорщина готувалася до війни проти Росії. Вигідне географічне розташування села сприяло розвитку лісорозробної промисловості. У 1920-х роках XX століття в Тересві побудували дві невеликі лісопилки.
На правому березі річки Тиса робітники збирали плоти, звідки сплавляли бокори річкою аж до села Вилок, де Тиса ширша, а її фарватер глибший. Плоти зшивалися, і їх переправляли до Угорщини у Солнок чи Сигіт. Цей вид «транспортування» випливав із чехословцько-угорської торговельної угоди. Торгували лісом і місцеві українські та єврейські підприємці.
У 1945 році на території села було 5 підприємств: лісопильня, спиртозавод, паровий млин, механічна ремонтна майстерня, лісгосп.
Церква Різдва пр. Богородиці. 1880 р.
Дерев'яну церкву з вежею, двома дзвонами, прикрашену образами, згадано у 1751 році. У 1801 році йшлося про дерев'яну церкву, верх якої потрібно було ремонтувати.
Сучасна церква — це мурована базиліка зі стрункою вежею, завершеною гострим шпилем, що давніше була присвячена св. арх. Михайлу. Невеликі контрфорси членують поверхню стін, декоративно збагачуючи її. Датується за написом над входом: «Года 1880-го во имня господа і бога небеснаго сей дом поставлень съ трудомъ тересуськихь вірниковъ дьля хвалы божои».
Інтер'єр прикрашають образи св. Миколи, пр. богородиці, Христа Спасителя та арх. Михайла, виконані на полотні у 1891 році художником Вашаркові. Образ олією «Зняття з хреста» виконано в Будапешті у 1892 році. У 1908 році цісар дарував на облаштування церкви 200 корон, про що зберігся напис на старій іконі: «Сія церковь обновлена и приу | крашена божьею помощю 1908 г. | за епископа Юлія Фирцака | сващенника Шереги Эмилію | куратора Васильа Волошина г… ров… заходомъ и выдатками | православных христіанъ | села Тересова и много потрудившого | ся Ивана Волошина | живописець Антсъ Пилиховскій изъ різбар… и…тникъ Новаковскій».
У 1934 році головною подією стало спорудження хорів.
У 1996 році в церкві проведено великий внутрішній ремонт. Стінопис виконав Василь Кризина.
Найдавніший дзвін на вежі храму датується 1821 роком і походить, можливо, з Німецької Мокрої, ще один дзвін відлив Ф. Еґрі у 1901 році, а третій дзвін у 1936 році.
Парох Тересви Федір Желтвай був засуджений у 1950 році на 25 років каторги. У таборі захворів і помер 15 грудня 1951 року.
Церква святих верховних апостолів Петра і Павла. У 2006 році, у новозбудованому храмі, за фундації о. Петра  Креніцького, і запрошення громади розпочалися роботи з розпису. Іконописець - Василь Романів (м. Хуст), проект та орнаментальне оздоблення - Цуп Андрій (м. Тернопіль), орнаментальне оздоблення Проців Володимир (м. Тернопіль). Завершився розпис у 2007 році.
Поблизу Тересви розташований пункт контролю «Тересва» на кордоні з Румунією. З румунського боку — пункт пропуску «Кимпилунг ла Тиса», жудець Марамуреш, автошлях у напрямку Сигіту.
У 1950-х роках працювала ремонтна майстерня тресту «Закарпатліспром», яка випускала вагони-їдальні для лісорубів віддалених лісосік. За радянських часів у селищі працював великий деревообробний комбінат, була розвинена харчова промисловість. Також діяла Вузькоколійна залізниця Тересва — Усть-Чорна (нині розібрана).

## Туристичні місця
- Вузькоколійна залізниця Тересва — Усть-Чорна (нині розібрана)
- Храм  Різдва пр. Богородиці  (1880).

## Відома особа
У селище народився:
- Данилюк Дмитро Дмитрович (1941—2020) — український історик.